# Чорнянка (потік)
Чорнянка (пол. Czernianka) — гірський потік в Україні, у Надвірнянському районі Івано-Франківської області на Гуцульщині. Правий доплив Ослави Чорної, (басейн Дунаю).

## Опис
Довжина потоку 5 км, найкоротша відстань між витоком і гирлом — 3,69  км, коефіцієнт звивистості потоку — 1,36 . Форується багатьма безіменними струмками.

## Розташування
Бере початок під горою Остап'юк (584 м). Тече переважно на північний захід через село Чорний Потік і впадає у річку Ославу Чорну, праву притоку Ослави.

## Цікавий факт
- На лівому березі потоку неподалік села Чорний Потік розташована гора Кривуля (644 м)[3][1].